# Division IA du Championnat du monde moins de 18 ans de hockey sur glace 2015
Navigation
Division IA en 2016
Le tournoi de la Division I A du Championnat du monde moins de 18 ans de hockey sur glace 2015 se déroule du 12 au 18 avril 2015 à Debrecen en Hongrie. Les matches sont joués dans le Főnix Hall, une salle omnisports, la plus grande de la ville et la deuxième du pays.
| \| Localisation de Debrecen à l'Est de la Hongrie. \| Localisation de Debrecen à l'Est de la Hongrie. |
| Localisation de Debrecen à l'Est de la Hongrie.                                                       |

## Aperçu de l'ensemble de la compétition
Le Championnat du monde moins de 18 ans de hockey sur glace 2015 se dispute en plusieurs compétitions distinctes, en fonction des Divisions.
| Tournoi        | Lieu            | Dates               | Nombre de participants | Matches joués |
| -------------- | --------------- | ------------------- | ---------------------- | ------------- |
| Division élite | Zoug et Lucerne | 16 au 26 avril 2015 | 10                     | 30            |
| Division IA    | Debrecen        | 12 au 18 avril 2015 | 6                      | 15            |
| Division IB    | Maribor         | 12 au 18 avril 2015 | 6                      | 15            |
| Division IIA   | Tallin          | 22 au 28 mars 2015  | 6                      | 15            |
| Division IIB   | Novi Sad        | 15 au 23 mars 2015  | 6                      | 15            |
| Division IIIA  | Taipei          | 22 au 28 mars 2015  | 6                      | 15            |
| Division IIIB  | Auckland        | 17 au 19 mars 2015  | 3                      | 3             |

Le groupe principal (Division Élite) regroupe 10 équipes réparties en deux poules de 5 qui disputent un tour préliminaire. Les 4 premiers de chaque poule sont qualifiés pour les quarts de finale. Les derniers de chaque poule disputent une poule de maintien jouée au meilleur des 3 matches. Le perdant est relégué en Division IA pour l'édition 2016.
Pour les autres divisions qui comptent 6 équipes (sauf la Division III B qui en compte 3), les équipes s’affrontent entre elles et, à l'issue de cette compétition, le premier est promu dans la division supérieure et le dernier est relégué dans la division inférieure.
Lors des phases de poule, les points sont attribués ainsi :
- victoire : 3 points ;
- victoire en prolongation ou aux tirs de fusillade : 2 points ;
- défaite en prolongation ou aux tirs de fusillade : 1 point ;
- défaite : 0 point.

## Matchs
| 12 avril 2015 | Biélorussie | 3-2 (pr) (0-1, 1-1, 1-0, 1-0) | Norvège | Főnix Hall 210 spectateurs |

| Feuille de match  | Feuille de match | Feuille de match    | Feuille de match                                                                                        | Feuille de match                                       |
| ----------------- | --- | ------------------- | --- | ------------------------------------------------------ |
|                   | - D. Buinitski (Alexei Patsenkin, Alexander Patsenkin) — 38 min 33 s (SN) V. Gavrilenko (P. Vorobei, D. Buinitski) — 43 min 49 s (SN) P. Vorobei (Alexei Patsenkin, A. Shikut) — 61 min 12 s (SN) | 0-1 0-2 1-2 2-2 3-2 | M. Krogdahl (S. Ronnild, T. A. Christensen) — 5 min 35 s A. Gulliksen (K. Paulsen) — 32 min 44 s (SN) - | Arbitrage : Przemyslav Kepa Yakov Paley Botond Palkovi |
| Alexander Osipkov | Gardiens | Jakob Opsahl        | | Arbitrage : Przemyslav Kepa Yakov Paley Botond Palkovi |
| 10 min            | Pénalités | 14 min              | | Arbitrage : Przemyslav Kepa Yakov Paley Botond Palkovi |
| 32                | Tirs | 20                  | | Arbitrage : Przemyslav Kepa Yakov Paley Botond Palkovi |

| 12 avril 2015 | Hongrie | 1-9 (1-3, 0-4, 0-2) | Danemark | Főnix Hall 560 spectateurs |

| Feuille de match | Feuille de match                                        | Feuille de match                        | Feuille de match | Feuille de match                                       |
| ---------------- | ------------------------------------------------------- | --------------------------------------- | --- | ------------------------------------------------------ |
|                  | - M. Gaspar (M. Sagi, F. Simotics) — 18 min 22 s (SN) - | 0-1 0-2 0-3 1-3 1-4 1-5 1-6 1-7 1-8 1-9 | W. Boysen (C. Mieritz, D. Nielsen) — 1 min 13 s T. Ladehoff (N. Weichel) — 9 min 26 s (SN) A. True (T. Ladehoff, J. Korsgaard) — 12 min 49 s - O. Christensen (S. Brinkmann, C. Mieritz) — 22 min 44 s S. Brinkmann (M. From, O. Christensen) — 32 min 52 s D. Nielsen (N. Krag, W. Boysen) — 33 min 9 s A. True (N. Weichel, T. Ladehoff) — 39 min 37 s (SN) M. From (S. Brinkmann, M. Jensen) — 52 min 46 s (SN) J. Korsgaard (K. A. S. Jensen, D. Nielsen) — 56 min 56 s | Arbitrage : Juris Balodis Artem Korepanov Kriss Kupcus |
| Gergely Bors     | Gardiens                                                | Lasse Petersen                          | | Arbitrage : Juris Balodis Artem Korepanov Kriss Kupcus |
| 14 min           | Pénalités                                               | 24 min                                  | | Arbitrage : Juris Balodis Artem Korepanov Kriss Kupcus |
| 28               | Tirs                                                    | 48                                      | | Arbitrage : Juris Balodis Artem Korepanov Kriss Kupcus |

| 12 avril 2015 | France | 7-1 (2-0, 3-1, 2-0) | Kazakhstan | Főnix Hall 250 spectateurs |

| Feuille de match | Feuille de match | Feuille de match                | Feuille de match                             | Feuille de match                                  |
| ---------------- | --- | ------------------------------- | -------------------------------------------- | ------------------------------------------------- |
|                  | R. Matima (G. Ville, M. Ritz) — 4 min 59 s R. Colomban — 10 min 54 s (IN) R. Matima (G. Ville) — 23 min 8 s - J. Addamo (L. Coulaud) — 29 min 44 s J. Addamo (B. Maia) — 36 min 39 s B. Maia (R. Colomban) — 50 min 22 s J. Addamo (R. Colomban, B. Maia) — 53 min 3 s | 1-0 2-0 3-0 3-1 4-1 5-1 6-1 7-1 | - I. Borovikov (K. Polokhov) — 23 min 54 s - | Arbitrage : Tom Darnell Daniel Cohen Jonas Reimer |
| Raphaël Garnier  | Gardiens | Nikita Ustinovich               |                                              | Arbitrage : Tom Darnell Daniel Cohen Jonas Reimer |
| 8 min            | Pénalités | 29 min                          |                                              | Arbitrage : Tom Darnell Daniel Cohen Jonas Reimer |
| 43               | Tirs | 26                              |                                              | Arbitrage : Tom Darnell Daniel Cohen Jonas Reimer |

| 13 avril 2015 | Norvège | 2-3 (pr) (1-0, 0-1, 1-1, 0-1) | France | Főnix Hall 185 spectateurs |

| Feuille de match | Feuille de match                                                                                            | Feuille de match    | Feuille de match | Feuille de match                                       |
| ---------------- | --- | ------------------- | --- | ------------------------------------------------------ |
|                  | M. Ekberg (A. Marthinsen, K. Paulsen) — 4 min 29 s - K. Paulsen (F. Jorgensen, P. Gronstad) — 43 min 44 s - | 1-0 1-1 2-1 2-2 2-3 | - L. Coulaud (D. Fritz Dreysse, G. Ville) — 29 min 28 s (SN) - A. Torres (R. Colomban) — 46 min 29 s B. Maia — 62 min 41 s | Arbitrage : Daniel Gamper David Nothegger Jonas Reimer |
| Jakop Opsahl     | Gardiens | Raphaël Garnier     | | Arbitrage : Daniel Gamper David Nothegger Jonas Reimer |
| 10 min           | Pénalités                                                                                                   | 12 min              | | Arbitrage : Daniel Gamper David Nothegger Jonas Reimer |
| 43               | Tirs | 38                  | | Arbitrage : Daniel Gamper David Nothegger Jonas Reimer |

| 13 avril 2015 | Danemark | 4-3 (pr) (1-1, 1-2, 1-0, 1-0) | Biélorussie | Főnix Hall 150 spectateurs |

| Feuille de match | Feuille de match                                                                                                 | Feuille de match            | Feuille de match | Feuille de match                                 |
| ---------------- | --- | --------------------------- | --- | ------------------------------------------------ |
|                  | T. Ladehoff — 7 min 1 s - N. Krag — 39 min 59 s T. Ladehoff (M. Jensen) — 57 min 43 s (SN) N. Krag — 60 min 25 s | 1-0 1-1 1-2 1-3 2-3 3-3 4-3 | - Alexei Patsenkin — 13 min 15 s A. Shikut (Alexei Patsenkin, D. Buinitski) — 30 min 2 s (SN) Alexander Patsenkin (Alexei Patsenkin) — 36 min 22 s (IN) - | Arbitrage : Tom Darnell Daniel Cohen Yakov Paley |
| Lasse Petersen   | Gardiens | Vladislav Verbitski         | | Arbitrage : Tom Darnell Daniel Cohen Yakov Paley |
| 29 min           | Pénalités | 10 min                      | | Arbitrage : Tom Darnell Daniel Cohen Yakov Paley |
| 35               | Tirs | 33                          | | Arbitrage : Tom Darnell Daniel Cohen Yakov Paley |

| 14 avril 2015 | Kazakhstan | 6-5 (2-3, 1-1, 3-1) | Hongrie | Főnix Hall 370 spectateurs |

| Feuille de match                                  | Feuille de match | Feuille de match                            | Feuille de match | Feuille de match                                        |
| ------------------------------------------------- | --- | ------------------------------------------- | --- | ------------------------------------------------------- |
|                                                   | - M. Smolyakov (M. Pavlov, A. Kiselyov) — 10 min 36 s D. Demyanov (A. Melikhov, I. Solodovnikov) — 13 min 10 s - D. Makeyev (K. Panyukov) — 29 min 53 s A. Borisevich (K. Panyukov) — 45 min 54 s (SN) D. Demyanov (A. Kiselyov, M. Smolyakov) — 47 min 6 s D. Demyanov — 48 min 26 s - | 0-1 0-2 1-2 2-2 2-3 2-4 3-4 4-4 5-4 6-4 6-5 | B. Horvath — 7 min 15 s V. Torok (Z. Garat, P. Kiss) — 8 min 8 s (SN) - D. Szita (M. Gaspar, Z. Kiss) — 15 min 23 s Z. Kiss (F. Simotics, V. Torok) — 29 min 39 s - B. Stipsicz (V. Torok) — 58 min 59 s | Arbitrage : Przemyslav Kepa Artem Korepanov Yakov Paley |
| Nikita Ustinovich (20:00) Alexander Kutko (40:00) | Gardiens | Bence Kiss                                  | | Arbitrage : Przemyslav Kepa Artem Korepanov Yakov Paley |
| 14 min                                            | Pénalités | 10 min                                      | | Arbitrage : Przemyslav Kepa Artem Korepanov Yakov Paley |
| 52                                                | Tirs | 41                                          | | Arbitrage : Przemyslav Kepa Artem Korepanov Yakov Paley |

| 15 avril 2015 | Danemark | 4-1 (1-0, 1-1, 2-0) | France | Főnix Hall 190 spectateurs |

| Feuille de match | Feuille de match | Feuille de match    | Feuille de match                       | Feuille de match                                           |
| ---------------- | --- | ------------------- | -------------------------------------- | ---------------------------------------------------------- |
|                  | T. Ladehoff (A. True, J. Roendbjerg) — 10 min 7 s - J. Korsgaard (D. Nielsen, M. Roendbjerg) — 36 min 1 s S. Brinkmann (M. Roendbjerg) — 41 min 9 s M. From (C. Mieritz) — 59 min 1 s (CV) | 1-0 1-1 2-1 3-1 4-1 | - G. Ville (R. Matima) — 30 min 44 s - | Arbitrage : Przemyslav Kepa David Nothegger Botond Palkovi |
| Lasse Petersen   | Gardiens | Raphaël Garnier     |                                        | Arbitrage : Przemyslav Kepa David Nothegger Botond Palkovi |
| 10 min           | Pénalités | 8 min               |                                        | Arbitrage : Przemyslav Kepa David Nothegger Botond Palkovi |
| 32               | Tirs | 19                  |                                        | Arbitrage : Przemyslav Kepa David Nothegger Botond Palkovi |

| 15 avril 2015 | Hongrie | 2-7 (1-0, 1-4, 0-3) | Biélorussie | Főnix Hall 430 spectateurs |

| Feuille de match | Feuille de match                                                                               | Feuille de match                    | Feuille de match | Feuille de match                                    |
| ---------------- | ---------------------------------------------------------------------------------------------- | ----------------------------------- | --- | --------------------------------------------------- |
|                  | D. Szita (B. Stipsicz, M. Gaspar) — 18 min 15 s Z. Garat (D. Szita, M. Gaspar) — 21 min 39 s - | 1-0 2-0 2-1 2-2 2-3 2-4 2-5 2-6 2-7 | - Alexei Patsenkin (D. Buinitski) — 22 min 20 s Y. Astankov (A. Borisov) — 23 min 59 s I. Sushko (D. Buinitski, Alexei Patsenkin) — 28 min 11 s (2 SN) Alexander Patsenkin (A. Shikut, Alexei Patsenkin) — 31 min 49 s I. Sushko (A. Shikut, D. Buinitski) — 45 min 59 s (SN) K. Kutsyr — 47 min 29 s Alexei Patsenkin (I. Sushko, D. Buinitski) — 49 min 43 s (SN) | Arbitrage : Daniel Gamper Daniel Cohen Jonas Reimer |
| Gergely Bors     | Gardiens                                                                                       | Alexander Osipkov                   | | Arbitrage : Daniel Gamper Daniel Cohen Jonas Reimer |
| 24 min           | Pénalités                                                                                      | 22 min                              | | Arbitrage : Daniel Gamper Daniel Cohen Jonas Reimer |
| 21               | Tirs                                                                                           | 47                                  | | Arbitrage : Daniel Gamper Daniel Cohen Jonas Reimer |

| 15 avril 2015 | Norvège | 5-3 (1-1, 1-2, 3-0) | Kazakhstan | Főnix Hall 210 spectateurs |

| Feuille de match | Feuille de match | Feuille de match                | Feuille de match | Feuille de match                                     |
| ---------------- | --- | ------------------------------- | --- | ---------------------------------------------------- |
|                  | - P. Gronstad (F. Jorgensen, A. Marthinsen) — 17 min 58 s - P. Gronstad (A. Gulliksen) — 38 min 12 s (SN) V. Granholm (J. Johannessen, A. Marthinsen) — 41 min 48 s T. A. Christensen (S. Ronnild, C. Karlsen) — 43 min 9 s A. Marthinsen (C. Karlsen, P. Gronstad) — 50 min 52 s | 0-1 1-1 1-2 1-3 2-3 3-3 4-3 5-3 | D. Makeyev (A. Borisevich) — 17 min 32 s - K. Panyukov — 24 min 5 s A. Borisevich (N. Medvedev, D. Makeyev) — 24 min 57 s - | Arbitrage : Tom Darnell Artem Korepanov Kriss Kupcus |
| Jakob Opsahl     | Gardiens | Alexander Kutko                 | | Arbitrage : Tom Darnell Artem Korepanov Kriss Kupcus |
| 12 min           | Pénalités | 12 min                          | | Arbitrage : Tom Darnell Artem Korepanov Kriss Kupcus |
| 36               | Tirs | 30                              | | Arbitrage : Tom Darnell Artem Korepanov Kriss Kupcus |

| 16 avril 2015 | Biélorussie | 4-0 (3-0, 0-0, 1-0) | France | Főnix Hall 220 spectateurs |

| Feuille de match  | Feuille de match | Feuille de match                                 | Feuille de match | Feuille de match                                      |
| ----------------- | --- | ------------------------------------------------ | ---------------- | ----------------------------------------------------- |
|                   | A. Shikut (I. Sushko, Alexei Patsenkin) — 2 min 54 s (2 SN) Y. Sharangovich (A. Borisov) — 3 min 58 s (SN) D. Buinitski (A. Lukashevich) — 12 min 28 s Y. Farafontov (D. Buinitski, I. Sushko) — 58 min 43 s (CV) | 1-0 2-0 3-0 4-0                                  | -                | Arbitrage : Juris Balodis Kriss Kupcus Botond Palkovi |
| Alexander Osipkov | Gardiens | Raphaël Garnier (12:28) Quentin Papillon (46:09) |                  | Arbitrage : Juris Balodis Kriss Kupcus Botond Palkovi |
| 24 min            | Pénalités | 42 min                                           |                  | Arbitrage : Juris Balodis Kriss Kupcus Botond Palkovi |
| 25                | Tirs | 30                                               |                  | Arbitrage : Juris Balodis Kriss Kupcus Botond Palkovi |

| 17 avril 2015 | Kazakhstan | 2-5 (0-3, 1-1, 1-1) | Danemark | Főnix Hall 120 spectateurs |

| Feuille de match  | Feuille de match                                                                                     | Feuille de match            | Feuille de match | Feuille de match                                       |
| ----------------- | --- | --------------------------- | --- | ------------------------------------------------------ |
|                   | - I. Borovikov (R. Aidash, I. Solodovnikov) — 25 min 41 s - K. Panyukov (A. Tanimov) — 40 min 28 s - | 0-1 0-2 0-3 1-3 1-4 2-4 2-5 | D. Nielsen (J. Korsgaard, S. Brinkmann) — 2 min 41 s M. From (M. Roendbjerg) — 14 min 57 s J. Korsgaard (D. Nielsen) — 18 min 13 s - O. Christensen (N. Weichel, A. True) — 29 min 58 s (SN) - M. From (D. Nielsen, K. A. S. Jensen) — 44 min 37 s (SN) | Arbitrage : Daniel Gamper Daniel Cohen David Nothegger |
| Nikita Ustinovich | Gardiens                                                                                             | Lasse Petersen              | | Arbitrage : Daniel Gamper Daniel Cohen David Nothegger |
| 34 min            | Pénalités                                                                                            | 14 min                      | | Arbitrage : Daniel Gamper Daniel Cohen David Nothegger |
| 22                | Tirs                                                                                                 | 34                          | | Arbitrage : Daniel Gamper Daniel Cohen David Nothegger |

| 17 avril 2015 | Norvège | 4-1 (2-0, 1-1, 1-0) | Hongrie | Főnix Hall 270 spectateurs |

| Feuille de match                                      | Feuille de match | Feuille de match    | Feuille de match                                   | Feuille de match                                     |
| ----------------------------------------------------- | --- | ------------------- | -------------------------------------------------- | ---------------------------------------------------- |
|                                                       | A. Gulliksen (C. Karlsen, T. A. Christensen) — 1 min 20 s V. Granholm (M. Ellingsen, J. A. Noer) — 7 min 14 s A. Gulliksen (F. Jorgensen, P. Gronstad) — 30 min 21 s (SN) - P. Gronstad (M. Ellingsen) — 59 min 6 s (CV) | 1-0 2-0 3-0 3-1 4-1 | - D. Szita (Z. Garat, B. Stipsicz) — 36 min 57 s - | Arbitrage : Przemyslav Kepa Yakov Paley Jonas Reimer |
| Jakob Opsahl (59:06) Jens Kristian Lillegrand (00:54) | Gardiens | Bence Kiss          |                                                    | Arbitrage : Przemyslav Kepa Yakov Paley Jonas Reimer |
| 12 min                                                | Pénalités | 14 min              |                                                    | Arbitrage : Przemyslav Kepa Yakov Paley Jonas Reimer |
| 36                                                    | Tirs | 21                  |                                                    | Arbitrage : Przemyslav Kepa Yakov Paley Jonas Reimer |

| 18 avril 2015 | Kazakhstan | 3-6 (1-2, 1-2, 1-2) | Biélorussie | Főnix Hall 100 spectateurs |

| Feuille de match  | Feuille de match | Feuille de match                    | Feuille de match | Feuille de match                                      |
| ----------------- | --- | ----------------------------------- | --- | ----------------------------------------------------- |
|                   | - D. Demyanov (A. Dzhangazinov, Z. Parkhomenko) — 15 min 15 s - A. Melikhov (A. Borisevich) — 28 min 28 s - A. Dzhangazinov — 49 min 2 s - | 0-1 1-1 1-2 1-3 1-4 2-4 2-5 3-5 3-6 | - Y. Sharangovich (V. Gavrilenko, Alexei Patsenkin) — 14 min 10 s Y. Sharangovich (I. Sushko, A. Borisov) — 19 min 23 s V. Gavrilenko (Y. Sharangovich) — 20 min 36 s Y. Astankov (Y. Sharangovich) — 23 min 53 s - D. Buinitski (Y. Astankov) — 40 min 51 s (SN) - Y. Sharangovich — 58 min 2 s (CV) | Arbitrage : Juris Balodis Kriss Kupcus Botond Palkovi |
| Nikita Ustinovich | Gardiens | Alexander Osipkov                   | | Arbitrage : Juris Balodis Kriss Kupcus Botond Palkovi |
| 22 min            | Pénalités | 10 min                              | | Arbitrage : Juris Balodis Kriss Kupcus Botond Palkovi |
| 22                | Tirs | 47                                  | | Arbitrage : Juris Balodis Kriss Kupcus Botond Palkovi |

| 18 avril 2015 | France | 5-2 (2-0, 2-2, 1-0) | Hongrie | Főnix Hall 380 spectateurs |

| Feuille de match | Feuille de match | Feuille de match            | Feuille de match                                                            | Feuille de match                                     |
| ---------------- | --- | --------------------------- | --------------------------------------------------------------------------- | ---------------------------------------------------- |
|                  | J. Bougro (J. Gleizes, B. Maia) — 4 min 32 s A. Texier (E. Guebey, J. Couvat) — 12 min 19 s G. Ville (R. Colomban, B. Maia) — 24 min 59 s (SN) J. Gleizes (J. Bougro, B. Maia) — 26 min 19 s - A. Texier (J. Couvat, D. Fritz Dreysse) — 55 min 6 s | 1-0 2-0 3-0 4-0 4-1 4-2 5-2 | - P. Kiss — 33 min 31 s A. Nagy (P. Kiss, B. Stipsicz) — 39 min 34 s (IN) - | Arbitrage : Tom Darnell Daniel Cohen Artem Korepanov |
| Quentin Papillon | Gardiens | Gergely Bors                |                                                                             | Arbitrage : Tom Darnell Daniel Cohen Artem Korepanov |
| 16 min           | Pénalités | 45 min                      |                                                                             | Arbitrage : Tom Darnell Daniel Cohen Artem Korepanov |
| 51               | Tirs | 24                          |                                                                             | Arbitrage : Tom Darnell Daniel Cohen Artem Korepanov |

| 18 avril 2015 | Danemark | 2-1 (0-0, 1-1, 1-0) | Norvège | Főnix Hall 280 spectateurs |

| Feuille de match | Feuille de match                                                                         | Feuille de match | Feuille de match                                            | Feuille de match                                      |
| ---------------- | ---------------------------------------------------------------------------------------- | ---------------- | ----------------------------------------------------------- | ----------------------------------------------------- |
|                  | J. Roendbjerg (A. True, O. Nielsen) — 36 min 55 s - N. Krag (J. Korsgaard) — 56 min 11 s | 1-0 1-1 2-1      | - J. A. Noer (M. Ellingsen, J. Johannessen) — 37 min 18 s - | Arbitrage : Daniel Gamper David Nothegger Yakov Paley |
| Lasse Petersen   | Gardiens                                                                                 | Jakob Opsahl     |                                                             | Arbitrage : Daniel Gamper David Nothegger Yakov Paley |
| 6 min            | Pénalités                                                                                | 6 min            |                                                             | Arbitrage : Daniel Gamper David Nothegger Yakov Paley |
| 28               | Tirs                                                                                     | 24               |                                                             | Arbitrage : Daniel Gamper David Nothegger Yakov Paley |

## Classement final
| Clt   | Équipe       | PJ | V | VP | D | DP | BP | BC | Diff | Pts |
| ----- | ------------ | -- | - | -- | - | -- | -- | -- | ---- | --- |
| +001, | Danemark (R) | 5  | 4 | 1  | 0 | 0  | 24 | 8  | +16  | 14  |
| +002, | Biélorussie  | 5  | 3 | 1  | 0 | 1  | 23 | 11 | +12  | 12  |
| +003, | France       | 5  | 2 | 1  | 2 | 0  | 16 | 13 | +3   | 8   |
| +004, | Norvège      | 5  | 2 | 0  | 1 | 2  | 14 | 12 | +2   | 8   |
| +005, | Kazakhstan   | 5  | 1 | 0  | 4 | 0  | 15 | 28 | -13  | 3   |
| +006, | Hongrie (P)  | 5  | 0 | 0  | 5 | 0  | 11 | 31 | -20  | 0   |

- Promu en Division Élite en 2016
- Relégué en Division IB en 2016

## Récompenses individuelles
Meilleurs joueurs
- Meilleur gardien : Aleksandr Osipkov (Biélorussie)
- Meilleur défenseur : Andreas Marthinsen (Norvège)
- Meilleur attaquant : Mathias From (Danemark)

| Clt | Joueur              | Équipe      | PJ | B | A | Pts | Pun | +/- |
| --- | ------------------- | ----------- | -- | - | - | --- | --- | --- |
| 1   | Alexei Patsenkin    | Biélorussie | 5  | 3 | 8 | 11  | 0   | +4  |
| 2   | Dmitri Buinitski    | Biélorussie | 5  | 3 | 7 | 10  | 6   | +2  |
| 3   | Tobias Ladehoff     | Danemark    | 5  | 4 | 3 | 7   | 6   | +4  |
| 4   | Bastien Maia        | France      | 5  | 2 | 5 | 7   | 10  | 0   |
| 4   | Daniel Nielsen      | Danemark    | 5  | 2 | 5 | 7   | 10  | +5  |
| 6   | Mathias From        | Danemark    | 5  | 4 | 2 | 6   | 0   | 0   |
| 6   | Iahor Charanhovitch | Biélorussie | 5  | 4 | 2 | 6   | 0   | 2   |
| 8   | Petter Gronstad     | Norvège     | 5  | 3 | 3 | 6   | 4   | +1  |
| 8   | Jeppe Korsgaard     | Danemark    | 5  | 3 | 3 | 6   | 2   | +8  |
| 10  | Ilya Sushko         | Biélorussie | 5  | 2 | 4 | 6   | 18  | +1  |

| Clt | Joueur            | Équipe      | PJ | Min      | BC | Moy  | %Arr  | Bl |
| --- | ----------------- | ----------- | -- | -------- | -- | ---- | ----- | -- |
| 1   | Lasse Petersen    | Danemark    | 5  | 300 h 25 | 8  | 1,60 | 93,65 | 0  |
| 2   | Alexander Osipkov | Biélorussie | 4  | 241 h 12 | 7  | 1,74 | 92,47 | 1  |
| 3   | Jakob Opsahl      | Norvège     | 5  | 301 h 20 | 12 | 2,39 | 91,89 | 0  |
| 4   | Raphaël Garnier   | France      | 4  | 194 h 16 | 9  | 2,78 | 91,43 | 0  |
| 5   | Gergely Bors      | Hongrie     | 3  | 180 h    | 21 | 7,00 | 85,62 | 0  |
| 6   | Nikita Ustinovich | Kazakhstan  | 4  | 199 h 21 | 20 | 6,02 | 85,61 | 0  |